# Záboří (ort i Tjeckien, Södra Böhmen, lat 49,38, long 13,83)
Záboří är en ort i Tjeckien.   Den ligger i regionen Södra Böhmen, i den västra delen av landet, 90 km sydväst om huvudstaden Prag. Záboří ligger 555 meter över havet och antalet invånare är 324.
Terrängen runt Záboří är huvudsakligen platt. Záboří ligger uppe på en höjd. Runt Záboří är det ganska glesbefolkat, med 47 invånare per kvadratkilometer. Närmaste större samhälle är Strakonice, 14,1 km söder om Záboří. Omgivningarna runt Záboří är en mosaik av jordbruksmark och naturlig växtlighet.